# 巴雷特M468突擊步槍
巴雷特M468（英語：Barrett M468；M468意為：為M4卡賓槍，采用6.8毫米口径，或2004年研发，采用6.8毫米口径）是一款由美国槍械製造商巴雷特所研製和生產的口徑變換型突击步枪，是M4卡賓槍的更換口徑型，用以發射較重和較大的6.8×43毫米雷明登SPC口徑步枪子彈，增加其終端的性能。該槍為巴雷特試圖為近身距離作戰而創建的最佳特種作戰中距離卡賓槍。生產商亦創建了其12英寸槍管的微型卡賓槍和16英寸槍管的卡賓槍版本。直到2010年，巴雷特停止製造該步槍，但其升級型REC7則繼續生產。

## 配件

### 附屬具
標準型M468使用常規型前護木，而M468A1則配有命名為ARMS選擇性整體式導軌（SIR）的附件導軌系統，該系統具有一體化的“平頂”式皮卡汀尼導軌瞄準鏡接口和4方向式前護木，以及可拆卸的ARMS後備機械瞄具當中折疊型覘孔式照門。前方的巴雷特導氣箍亦具有一體化的向前折疊式準星座。該步槍可以使用M16A2型實心固定槍托或可選用的M4四段固定位伸縮式槍托，並可以使用M16A2型手槍握把。

### 槍口制退器
最初的槍口制退器為專有設計，裝有四個通風孔（每側兩個），以增強控制能力。在其後的巴雷特REC-7以上則替換成M16A2樣式“鳥籠”型槍口制動器。因此，REC-7可使用供應鏈當中已有的零件，並且與美國和北約標準的槍榴彈和消音器兼容。

### 消音器
巴雷特提供了專有的、而且是原廠製造的消音器，已針對12英寸槍管版本進行了優化。該消音器重達1磅，長為12英寸。巴雷特導氣箍包含一個棘輪零件，該棘輪會在消音器裝在步槍以上時使其穩固起來。該消音器為順時針擰緊，逆時針擰開。

### 彈匣
M468無法使用與AR-15／M16系列相同的彈匣，因此巴雷特為它倆設計了專屬的彈匣。巴雷特彈匣是用钢而非铝所製成，裝有鋼製托彈板，而非鋁或塑料製。該彈匣裝有兩根彈匣彈簧，而不只一根，以保持壓力的穩定性和供彈的可靠性。原始的28發彈匣設計為與30發AR-15／M16彈匣相同的尺寸，並可使用相同的攜掛具攜帶。容納較大的30發巴雷特鋼製彈匣比標準型AR-15／M16鋁製彈匣要長一英寸，加重5盎司（都清空時為0.569磅（258克），而都裝滿時為1.82磅（0.825千克））。而精度反射公司（PRI）所製成的25發鋼製彈匣，長為7.2英寸（183毫米），清空重量為8.4盎司（0.525磅，0.238千克），而裝滿彈藥時為25盎司（1.56磅，0.711千克）。

## 民用市場
M468的民用市場版本隨步槍附送一個軟質手提箱、清潔套件、瞄準具扳手和兩個25發PRI彈匣。

## M468的命運
巴雷特M468步槍採用了與M4相同的直噴氣動式系統。這種系統的弱點在於，它會將灼熱燃氣和未能燃燒的裝藥直接吹送到步槍的機匣當中，如果忽略了常規的維護和清潔方案，則會導致過熱和潛在的阻塞。而其發射的彈藥要比5.56×45毫米北約彈藥強大，更會加劇了這個缺失。這反而導致M468的可靠性不如它所試圖取代的M4卡賓槍。當時的巴雷特仍然出售其少量的M468存貨，但僅用作上機匣的套件般出售，直到2010年才將其製成完整的步槍出售。
M468在很大程度上已被其升級版本巴雷特REC7所取代，該版本通過短行程活塞進行操作，從而最大程度地減少了直噴式步槍當中火藥燃氣對其機匣所造成的負面影響。（但不久，巴雷特又推出了REC7的直噴氣動式版本，REC7 DI）2008年，REC-7的5.56毫米北約版本亦已提交給由常規部隊所使用的增強型卡賓槍試驗。

## 資料來源
1. 1 2  . Barrett Firearms.   [2020-05-06]. （原始内容存档于2016-03-07）.
2. 1 2  Quinn, Jeff. . GunBlast.com.   [2012-12-19]. （原始内容存档于2021-02-24）.
3. ↑  .   [2012-12-19]. （原始内容存档于2012-10-01）.
4. ↑  Dabbs, Will. . SPECIAL WEAPONS FOR MILITARY & POLICE (Harris Publications). 2014, 32 (3): 59–64.
5. 1 2  Detty, Mike. . Policemag. 2006  [2020-05-06]. （原始内容存档于2015-09-24）.
6. 1 2 3  Lewis, Jack; Campbell, Robert K.; Steele, David E. . . Iola, Wisconsin: Gun Digest Books. 2007: 94–98. ISBN 0-89689-498-3.[]
7. 1 2  Cutshaw, Charles. . Jane's International Defence Review (Jane's). 2004, 37: 119.
8. 1 2  Johnston, Gary Paul. . Soldier of Fortune Magazine (Boulder, Colorado: Omega Group, Limited). 2006, 31 (4): 194.
9. 1 2 3  National Rifle Association. . American Rifleman.   [2013-02-21]. （原始内容存档于2011-10-05）.
10. ↑  Johnston, Gary. . Guns & Weapons for Law Enforcement (Harris Publications). 2004, 21 (11): 62.
11. ↑  .   [2010-10-17]. （原始内容存档于2012-02-03）.
12. ↑  . https://barrett.net/.   [2019-08-30]. （原始内容存档于2020-10-21）.
13. ↑  Cox, Matthew. . Army Times. 2008-11-23  [2020-05-06]. （原始内容存档于2009-07-16）.

## 外部連結
- （简体中文）—D Boy Gun World（槍炮世界）—Barrett M468 （页面存档备份，存于）